# Grosser Riedelstein
Grosser Riedelstein je s výškou 1133 m n. m. nejvyšší horou hřebene Kaitersberg v Bavorském lese - německé části Šumavy. Jeho skalnatý vrchol zdobí kamenný pomník věnovaný spisovateli a humoristovi Maximilianu Schmidtovi, zvanému Waldschmidt.

## Turistika
Grosser Riedelstein je populárním turistickým cílem, s dalekými výhledy na všechny strany. Přes vrchol vede Evropská dálková trasa E6, která začíná ve vesnici Kilpisjärvi v severovýchodním cípu Finska a dále vede přes Švédsko, Dánsko, Německo, Rakousko, Slovinsko a Řecko až k tureckému průlivu Dardanely, oddělujícímu Evropu a Asii.
Dvě skalní věže na vrcholu zvané Rauchröhren jsou oblíbeným horolezeckým místem, s celkovou výškou přes 30 metrů. Na východním svahu se nachází lyžařský areál, který začíná v sedle Eck a končí asi 350 metrů od vrcholu.